# Stazione di Ospitale di Cadore
La stazione di Ospitale di Cadore è una stazione ferroviaria della linea Calalzo-Padova. Un tempo fra la stazione e quella precedente (Longarone) vi era anche un'altra piccola stazione: quella di Castellavazzo.
Il gestore era la società RFI delle Ferrovie dello Stato Italiane che la classificava di categoria bronze.

## Storia
La stazione, in origine denominata semplicemente «Ospitale», venne attivata il 5 giugno 1913, all'apertura della tratta da Longarone a Perarolo della linea Calalzo-Padova.

## Strutture e impianti
La stazione dispone di due binari passanti.

## Movimento
La stazione era utilizzata dagli abitanti di Ospitale di Cadore e raramente da turisti. Spesso veniva utilizzata da lavoratori e studenti per raggiungere Belluno o altri paesi della provincia.
Con l'entrata in vigore dell'orario cadenzato a dicembre 2013, nessun treno effettua più servizio viaggiatori ad Ospitale; resta tuttavia in funzione, con la possibilità di effettuare incroci.